# Чемпионат мира по хоккею на траве среди мужских молодёжных команд
Чемпионат мира по хоккею на траве среди мужских молодёжных команд (англ. Hockey Junior World Cup) — международное соревнование сборных команд по хоккею на траве, проводящееся под эгидой Международной федерации хоккея на траве (FIH) с 1979 года. Сначала проводилось раз в три года, начиная с 1985 проводится раз в четыре года. Возраст игроков должен быть максимально 21 год (по состоянию на 31 декабря года, предшествующего году проведения чемпионата).
С 1989 года и в аналогичном формате проводится чемпионат для женских молодёжных команд.
Наиболее успешно в розыгрышах чемпионата выступали 5 сборных команд: сборная Германии выиграла чемпионат 5 раз, сборные Аргентины, Австралии, Индии и Пакистана — по одному разу (по состоянию на декабрь 2014).
Обычно чемпионат проводится в одной стране; лишь один раз (в 2009) чемпионат проводили совместно две страны — Малайзия и Сингапур.

## Регламент турнира
Чемпионат разделён на две части: квалификация и финальный турнир. В финальный турнир команды попадают, только добившись успеха в квалификации — прямо в финальный турнир ни одна команда не попадает.

### Квалификация
Все команды, желающие квалифицироваться для участия в финальном турнире чемпионата, принимают участие в чемпионатах своих континентов. Федерация каждого континента получает два места для участия занявших первые два места в своем чемпионате в финальном турнире чемпионата мира. Остальные места заполняются командами по решению Международной федерации (занимающими наиболее высокие места в рейтинге молодёжных сборных).

### Финальный турнир
Команды разбиваются на две группы (распределение по группам определяется местами, занимаемыми в мировом рейтинге сборных) и играют между собой по круговой системе в один круг. Занявшие первые два места в группах выходят в «медальный» раунд, где играют сначала в полуфиналах; затем победители полуфиналов играют в финальном матче за 1-е место, проигравшие в полуфиналах — в матче за 3-е место. Остальные команды, занявшие в групповом раунде места ниже 2-го, играют между собой «классификационные» матчи для окончательного определения итоговых занятых на чемпионате мест.

## Результаты

### Победители и призёры
| 1979 | Версаль, Франция                 | Пакистан  |     | ФРГ        | Нидерланды |                    | Малайзия         |
| 1982 | Куала Лумпур, Малайзия           | ФРГ       |     | Австралия  | Пакистан   |                    | Малайзия         |
| 1985 | Ванкувер, Канада                 | ФРГ       |     | Нидерланды | Пакистан   |                    | Малайзия         |
| 1989 | Ипох, Малайзия                   | ФРГ       |     | Австралия  | Пакистан   |                    | Республика Корея |
| 1993 | Террасса, Испания                | Германия  |     | Пакистан   | Австралия  |                    | Нидерланды       |
| 1997 | Милтон-Кинс, Англия              | Австралия |     | Индия      | Германия   |                    | Англия           |
| 2001 | Хобарт, Австралия                | Индия     | 6–1 | Аргентина  | Германия   | 5–1                | Англия           |
| 2005 | Роттердам, Нидерланды            | Аргентина | 2–1 | Австралия  | Испания    | 1–1 (6–5) пенальти | Индия            |
| 2009 | Джохор-Бару, Малайзия и Сингапур | Германия  | 3–1 | Нидерланды | Австралия  | 4–1                | Новая Зеландия   |
| 2013 | Нью-Дели, Индия                  | Германия  | 5–2 | Франция    | Нидерланды | 7–2                | Малайзия         |
| 2016 | Индия                            |           |     |            |            |                    |                  |

### Команды, занимавшие призовые места
| Команда          | Золото                                 | Серебро              | Бронза               | 4-е место                   |
| ---------------- | -------------------------------------- | -------------------- | -------------------- | --------------------------- |
| Германия^        | 6 (1982, 1985, 1989, 1993, 2009, 2013) | 1 (1979)             | 2 (1997, 2001)       |                             |
| Австралия        | 1 (1997)                               | 3 (1982, 1989, 2005) | 2 (1993, 2009)       |                             |
| Пакистан         | 1 (1979)                               | 1 (1993)             | 3 (1982, 1985, 1989) |                             |
| Индия            | 1 (2001)                               | 1 (1997)             |                      | 1 (2005)                    |
| Аргентина        | 1 (2005)                               | 1 (2001)             |                      |                             |
| Нидерланды       |                                        | 2 (1985, 2009)       | 2 (1979, 2013)       | 1 (1993)                    |
| Франция          |                                        | 1 (2013)             |                      |                             |
| Испания          |                                        |                      | 1 (2005)             |                             |
| Малайзия         |                                        |                      |                      | 4 (1979, 1982*, 1985, 2013) |
| Англия           |                                        |                      |                      | 2 (1997*, 2001)             |
| Республика Корея |                                        |                      |                      | 1 (1989)                    |
| Новая Зеландия   |                                        |                      |                      | 1 (2009)                    |

* = сборная страны-хозяйки турнира
^ = включая результаты, показанные сборной ФРГ с 1979 по 1989 годы